# Лемињано (Парма)
Лемињано је насеље у Италији у округу Парма, региону Емилија-Ромања.
Према процени из 2011. у насељу је живело 373 становника. Насеље се налази на надморској висини од 90 м.